# Ewald Emiljewitsch Spielrain
Ewald Emiljewitsch Spielrain (russisch Эвальд Эмильевич Шпильрайн; * 9. Juli 1926 in Rostow am Don; † 31. März 2009 in Moskau) war ein russischer Physiker und Hochschullehrer.

## Leben
Spielrains Vater war der Biologe Emil Nikolajewitsch Spielrain, der während der Stalinschen Säuberungen 1937 in Rostow am Don erschossen wurde. Seine Onkel, der Psychotechniker und Linguist Isaak Naftulowitsch Spielrein und der Mathematiker Jan Nikolajewitsch Spielrein, wurden ebenfalls 1937 bzw. 1938 erschossen, während seine Tante, die Psychoanalytikerin Sabina Spielrein während des Deutsch-Sowjetischen Krieges während der zweiten Besetzung Rostows am Don durch die Wehrmacht als Jüdin mit ihren Töchtern erschossen wurde.
Spielrain schloss 1948 sein Studium am Moskauer Energetischen Institut (MEN) ab. 1952–1954 arbeitete er in Berjosowski im Werk EnergoZwetMet, das Heiztechnikanlagen für die metallurgische Industrie produzierte. 1956 kehrte er ins MEN zurück als Assistent des Lehrstuhls für Wärmephysik, an dem er dann auch Lektor wurde. Er war beteiligt an der Gründung des Laboratoriums für hohe Temperaturen, das dann das Institut für hohe Temperaturen der Akademie der Wissenschaften der UdSSR (AN-SSSR) wurde. Ab 1961 arbeitete er auch dort neben seiner wissenschaftlichen Tätigkeit im MEN. 1964 verteidigte er erfolgreich seine Dissertation für die Promotion zum Doktor der technischen Wissenschaften.
Spielrains Arbeitsschwerpunkte waren Untersuchungen der thermischen Eigenschaften von Materialien einschließlich Kühlmitteln bei hohen Temperaturen, neue Methoden der Energieumwandlung, Nutzung alternativer Energien und die Wasserstoffwirtschaft. Spielrain war Vorsitzender des Wissenschaftlichen Rates für erneuerbare Energien der Russischen Akademie der Wissenschaften (RAN), des Nationalen Komitees der RAN für die thermischen Eigenschaften der Materialien und des Wissenschaftlichen Rates für nichttraditionelle Energietechnik des Wissenschaftsministeriums der Russischen Föderation und der RAN sowie Mitglied des Wissenschaftlichen Rates für Wärmephysik und Wärmeenergietechnik der RAN. Er leitete das Programm für Grundlagenforschung im Bereich der Grundlagenprobleme der Energietechnik der RAN, und er war geschäftsführender Direktor des Moskauer Internationalen Energietechnik-Klubs.
1997 wurde Spielrain Korrespondierendes Mitglied der RAN.

## Ehrungen
- Orden des Roten Banners der Arbeit
- Ehrenzeichen der Sowjetunion (zweimal)
- Polsunow-Preis der AN-SSSR
- Verdienter Wissenschaftler der Russischen Föderation (1997)
- Verdienstorden für das Vaterland IV. Klasse (2002)
- Ehrendiplom des Ministeriums für Bildung und Wissenschaft der Russischen Föderation (2006) für herausragende Beiträge zur Entwicklung der Wasserstoffenergietechnik